# さいたま市立大谷口中学校
さいたま市立大谷口中学校（さいたましりつ おおやぐちちゅうがっこう）は、埼玉県さいたま市南区にある公立中学校。

## 沿革
- 1975年（昭和50年）4月1日 - 浦和市立大谷場中学校から分離し、開校。
- 1997年（平成9年）2月14日 - 健陽館（柔剣道場・プール）落成式。
- 2001年（平成13年）5月1日 - さいたま市誕生に伴い、校名をさいたま市立大谷口中学校に改称。
- 2014年（平成26年）4月1日 - 特別支援学級を新設。

## 部活動

### 運動部
- 陸上部
- 卓球部
- 男子バレー部
- 女子バレー部
- 野球部
- 男子バスケット部
- 女子バスケット部
- 女子ソフトテニス部
- 女子バドミントン部
- 剣道部
- サッカー部

### 文化部
- 吹奏楽部
- 音楽部
- 家庭科部
- 美術部
- 科学部
- 新聞文芸部

## 著名な出身者
- 古谷実（漫画家） - 作品の一つ『行け!稲中卓球部』の舞台である「稲豊市立稲豊中学校」は当校がモデル[1]。
- 北慎（元サッカー選手）

- イジリー岡田（お笑い芸人）